# Canton du Poiré-sur-Vie
Le canton du Poiré-sur-Vie est une ancienne division administrative française, située dans le département de la Vendée et la région Pays de la Loire. Il s'appelait "Le Poiré-sous-Napoléon" au 19ème siècle.

## Composition
Le canton du Poiré-sur-Vie regroupait les communes suivantes :
- Aizenay ;
- Beaufou ;
- Belleville-sur-Vie ;
- La Génétouze ;
- Les Lucs-sur-Boulogne ;
- Le Poiré-sur-Vie ;
- Saint-Denis-la-Chevasse ;
- Saligny.

### Intercommunalité
Le canton du Poiré-sur-Vie recouvrait dans son intégralité la communauté de communes Vie-et-Boulogne.

## Représentation

### Conseillers généraux de 1833 à 2015
Le canton s'appelait "Le Poiré-sous-Napoléon" de 1852 à 1870, puis "Le Poiré-sous-la-Roche".
| Période | Période           | Identité                                      | Étiquette           | Qualité |
| ------- | ----------------- | --------------------------------------------- | ------------------- | --- |
| 1833    | 1848              | M. Perroteau                                  | Libéral             | Médecin aux Lucs |
| 1848    | 1858              | François Léon Boscal de Réals comte de Mornac |                     | Propriétaire à Napoléon-Vendée Ancien député |
| 1858    | 1870 (décès)      | Marquis Hélie de Sainte-Hermine               | Majorité dynastique | Ancien Préfet Député (1852-1869) |
| 1871    | 1885 (démission)  | Ossian Morin d’Yvonnière                      | Droite              | Propriétaire du château de La Métairie au Poiré-sur-Vie |
| 1885    | 1896 (annulation) | Henri de Lavrignais                           | Monarchiste         | Fonctionnaire et propriétaire terrien à Rortheau, (Dompierre-sur-Yon)                                                                                       |
| 1896    | 1901              | Eugène Gendreau                               | Républicain         | Propriétaire au Poiré-sur-Vie |
| 1901    | 1927 (décès)      | Henri de Lavrignais                           | Monarchiste         | Fonctionnaire et propriétaire terrien à Rortheau Député (1906-1919) Sénateur (1920-1927)                                                                    |
| 1927    | 1940              | Alexandre Renaudin                            | Conservateur        | Propriétaire agriculteur Maire des Lucs-sur-Boulogne Membre de la Commission administrative de la Vendée (1941-1943) Nommé conseiller départemental en 1943 |
|         |                   |                                               |                     | |
| 1945    | 1967              | Jacques Dugast                                | PRL puis DVD        | Notaire Maire du Poiré-sur-Vie |
| 1967    | 2004              | Paul Bazin                                    | DVD puis UDF        | Pharmacien retraité Maire des Lucs-sur-Boulogne (1965-1998)                                                                                                 |
| 2004    | 2015              | Bernard Perrin                                | UMP puis DVD        | Cadre bancaire Maire d’Aizenay (1983-2017) |

### Conseillers d'arrondissement (de 1833 à 1940)
| Période                                  | Période          | Identité                                  | Étiquette    | Qualité |
| ---------------------------------------- | ---------------- | ----------------------------------------- | ------------ | --- |
| 1833                                     | 1836             | M. Faveroul Laubonnière                   |              | Ancien capitaine, propriétaire au Poiré-sur-Vie                                                             |
| 1836                                     | 1842             | Mathurin Bossu (1788-1852)                |              | Notaire, propriétaire, maire de Saint-Denis-la-Chevasse                                                     |
| 1842                                     | 1845             | Louis Marie Édouard Duplessis (1804-1878) |              | Médecin à Belleville-sur-Vie                                                                                |
| 1845                                     | 1848             | Armand Émile Charles Landois (1814-1870)  |              | Nptaire, avocat, propriétaire au Poiré-sur-Vie                                                              |
|                                          |                  |                                           |              | |
| av.1865                                  |                  | M. Roy                                    |              | Juge de paix à Aizenay                                                                                      |
|                                          |                  |                                           |              | |
|                                          | 1885 (démission) | M. Jaillard de La Maronnière              |              | Propriétaire à Aizenay                                                                                      |
|                                          |                  |                                           |              | |
| 1913                                     | 1928 (démission) | Gaston Delaroze                           | Conservateur | Maire d'Aizenay                                                                                             |
| 1928                                     | 1940             | Henri Tenailleau (1865-1941)              | Conservateur | Meunier, négociant en grains, maire du Poiré-sur-Vie                                                        |
| 1940                                     |                  |                                           |              | Les conseils d'arrondissement ont été suspendus par la loi du 12 octobre 1940 et n'ont jamais été réactivés |
| Les données manquantes sont à compléter. |                  |                                           |              | |